# Club Voleibol Almería 2015-2016
Questa voce raccoglie le informazioni riguardanti il Club Voleibol Almería nelle competizioni ufficiali della stagione 2015-2016.

## Organigramma societario
Area direttiva
- Presidente: Ramón Sedeño
- Vicepresidente: José Luis Muñoz

Area organizzativa
- Tesoriere: Guillermo Carmona

Area tecnica
- Allenatore: Piero Molducci
- Allenatore in seconda: Manuel Berenguel
- Scout man: Guillermo Carmona

Area sanitaria
- Medico: José García
- Preparatore atletico: Enrique de Haro
- Fisioterapista: José Uroz, Carlos Córdoba

## Rosa
| N° | Nome                 | Ruolo | Data di nascita   | Nazionalità sportiva |
| -- | -------------------- | ----- | ----------------- | -------------------- |
| 1  | Alejandro Fernández  | L     | 17 aprile 1987    | Spagna               |
| 2  | Guillerme Hage       | S     | 28 ottobre 1988   | Brasile              |
| 3  | Miguel Ángel de Amo  | P     | 16 settembre 1985 | Spagna               |
| 4  | Manuel Parrés        | C     | 29 marzo 1984     | Spagna               |
| 5  | Moisés Cézar         | C     | 9 aprile 1983     | Brasile              |
| 6  | Borja Ruiz           | C     | 26 luglio 1992    | Spagna               |
| 7  | Jorge Almansa        | S/O   | 17 aprile 1991    | Spagna               |
| 9  | Andrés Villena       | S/O   | 27 febbraio 1993  | Spagna               |
| 10 | Pablo Cabrera        | P     | 25 marzo 1987     | Spagna               |
| 11 | Mario Ferrera        | S     | 18 gennaio 1987   | Spagna               |
| 13 | Rafael Pascual       | S/O   | 1996              | Spagna               |
| 14 | Marcilio Braga       | S     | 27 aprile 1981    | Brasile              |
| 16 | Antoni Llabrés       | L     | 20 novembre 1991  | Spagna               |
| 18 | Juan Manuel González | S     | 11 gennaio 1994   | Spagna               |